# Bryosphaeria brevicollis
Bryosphaeria brevicollis är en svampart som beskrevs av Döbbeler 1978. Bryosphaeria brevicollis ingår i släktet Bryosphaeria, klassen Dothideomycetes, divisionen sporsäcksvampar och riket svampar.  Arten är reproducerande i Sverige. Inga underarter finns listade i Catalogue of Life.